# Cutremurul din San Francisco din 1906
Cutremurul din San Francisco din 1906 a fost un cutremur de mare intensitate, a cărui undă de șoc a avut epicentrul în Oceanul Pacific, în apropierea orașului San Francisco și care a reverberat pe întreaga coastă marină a Californiei de Nord⁠(d). Epicentrul a fost atins, respectiv cutremurul a fost declanșat la orele 05:12 dimineața, în ziua de miercuri 18 aprilie 1906.

## Istoric
Estimarea cea mai acceptată astăzi a intensității cutremurului îl situează ca magnitudine la valorea de (Mw) 7,9. Oricum, de-a lungul timpului, diferite alte valori au fost propuse, pornind de la valoarea 7,7 și mergând până la 8,25.

## Descriere
Epicentrul propriu-zis s-a situat în apele Oceanului Pacific, la aproximativ 3 km de oraș, în dreptul formației de roci cunoscută sub numele de Mussel Rock⁠(d).  Cutremurul s-a manifestat de-a lungul faliei San Andreas, atât spre nord, cât și spre sud, pe o distanță totală de 477 km (sau 296 mile). 
Unda de șoc s-a resimțit însă mult mai departe: înspre nord, până în statul Oregon, înspre sud, până în conglomerația urbană din jurul orașului Los Angeles, respectiv în interiorul țării, până în statul Nevada, către est. 
Cutremurul și incendiile provocate în urma acestuia sunt considerate ca fiind printre cele mai mari dezastre naturale din istoria Statelor Unite,  alături de uraganul⁠(d) din Galveston⁠(d), statul Texas din anul 1900. Numărul total de victime, rezultate în urma dezastrului combinat al cutremurului și al incendiilor, care s-a ridicat la peste 3.000 de decese,  este cea mai mare pierdere de vieți omenești din istoria consemnată a Californiei.  Impactul economic ulterior al dezastrului este adesea comparat cu cel provocat de mult mai recentul dezastru al uraganului Katrina, care a afectat profund orașul New Orleans și statul Louisiana în anul 2005. 

## Referințe

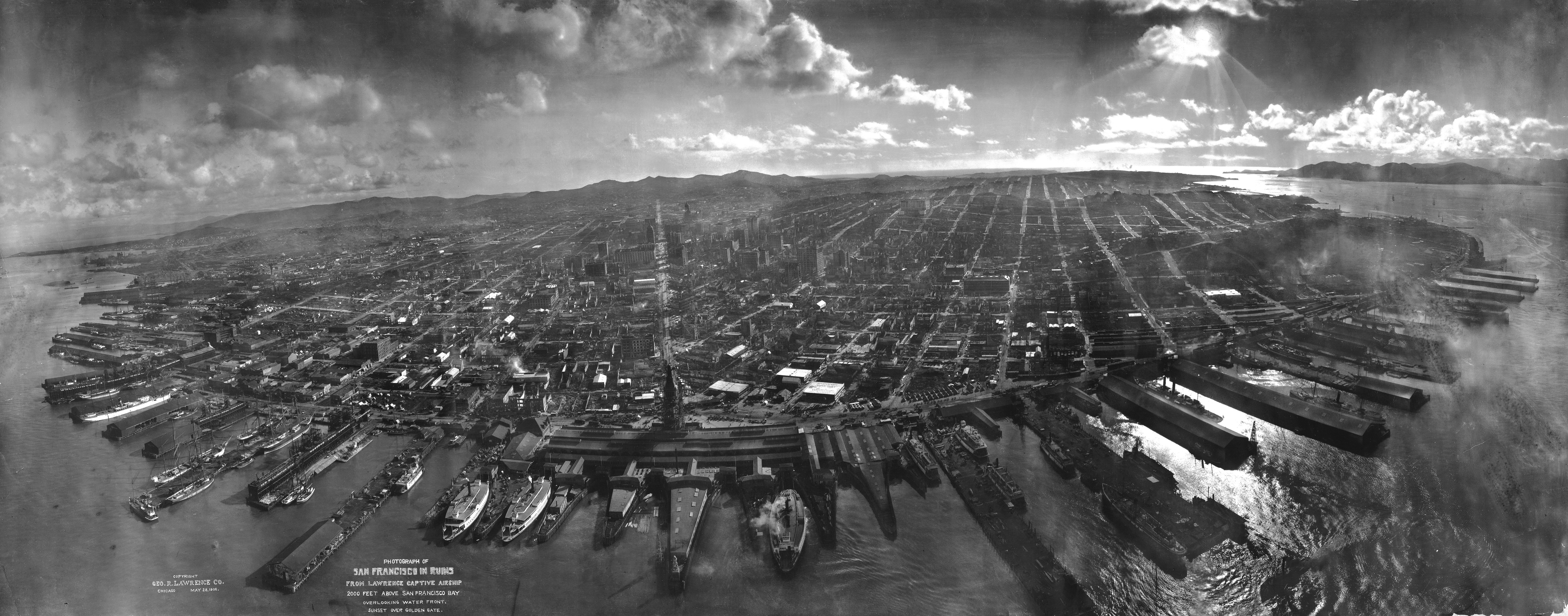
Panorama a oraşului San Francisco în ruine; fotografie luată cu ajutorul unui zmeu de la circa 609 m (sau 2,000 feet) deasupra oraşului. Tilul originar, Sunset over Golden Gate. 28 mai 1906, fotograf.